# Гомісмта
Гомісмта (груз. გომისმთა) — містечко (даба) в муніципалітеті Озурґеті, Гурія, Грузія.
Населення на 2014 рік — 0 осіб.